# 生活季節観測
生活季節観測（せいかつきせつかんそく）とは、気象庁（1956年までは中央気象台）がかつて行っていた生物季節観測の一種である。

## 歴史
1952年から1953年にかけて中央気象台に開設された生物季節観測法審議委員会において、『生物季節観測指針』が作成された。これをもとに、1953年から、他の生物季節観測と同様に全国の気象台や測候所で同一の基準にのっとり、生活季節の諸事の初日や終日の観測が行われるようになった。しかし、生活環境の変化や、利用する者が減少したことなどから、予報は1963年限りで廃止され、1964年には生活季節観測についての規定のない新しい『生物季節観測指針』が制定された。ただし、長野地方気象台では1970年まで観測が行われていた。その後もこの観測が続けられていた場合、その後廃れた火鉢や蚊帳などによる観測ができなくなっていた可能性がある。

## 観測内容
季節現象の中でも、直接人々の生活と大きく関連してくる現象、具体的には蚊帳（乳幼児用の幌蚊帳などを除く）・火鉢・こたつ（行火を除く）・夏服（洋服について）・冬服（毛織物・毛糸織など）それぞれについて、気象台・測候所の近辺の人々の20パーセントが使用・着用を開始したと推測される日である「初日」と、気象台・測候所の近辺の人々の80パーセントが使用・着用を終了したと推測される日である「終日」とを、大局的に判断し、全国の気象台や測候所で観測した。気象台・測候所が必要とする場合、これらに加え、手袋（作業用・儀式用・装飾用のものを除く）・外套（合オーバー・春物コートなどを除く）・ストーブ・水泳の初日・終日も観測した。空調設備の使用は、現在では広まっているが、当時は対象外であった。服装関係については、気象台・測候所の担当者が、通勤経路内で確認したビジネスパーソンの服装などで判断した。また、直接使用状況を確認できないこたつ・小鉢・蚊帳などについては、地域ごとに分担し、各々の地域で職員が見聞きしたことを基準として判断した。水泳については、実際に水泳が行われたかどうかではなく、水泳に適合した天候であるかをもって、初日・終日を判断した。ストーブについても、天候を重視し、使用期間が決められていることがあった官公庁などでのストーブの使用には重きを置かなかった。
実際の観測は、2人以上で議論して決定し、観測の素質を有した、できるだけ毎年同じ人物が行うことにより、個人の主観が介入することを防止した。観測は難しく、データが欠ける年もあった。こうして観測されたデータは、桜前線と同じように、「火鉢前線」などとして示された。